# Церковь Богоматери Неустанной Помощи (Люблин)
Церковь Богоматери Неустанной Помощи (пол. Kościół Matki Boskiej Nieustającej Pomocy) — приходская церковь мариавитов старокатолической епархии Люблина и Подлясья в Польше. Храм расположен на улице Миленийна. С 16 апреля 1981 года является памятником архитектуры под номером А/814.

## История
На месте современного храма ранее существовало несколько построек. В 1470 году здесь был построен кирпичный дом Петра Кониньского, дворянина герба Равич. В XVII веке семьёй Любомельских дом был перестроен в небольшую крепость, которая была разрушена казаками. Её руины с участком приобрела семья Тарлов, которая также построила здесь дом. В 1764 году рухнул свод одной из комнат дома, в результате чего погибли четыре женщины. С того времени здание было оставлено владельцами и пришло в упадок. В 1906 году дом приобрели старокатолики-мариавиты, которые построили на его месте свой храм во имя Богоматери Неустанной Помощи.
Церковь была построена из тёмно-красного кирпича. Крыша храма покрыта листовым металлом и украшена небольшой башенкой, увенчанной крестом. Фронтон здания выдержан в стиле необарокко и украшен овальной нишей со статуей Пресвятой Девы Марии.
Скромное внутреннее устройство храма представляет собой единственный неф на втором этаже, к которому ведёт кирпичная лестница. Интерьер включает арочный свод. Современный алтарь украшен двадцатью красивыми колоннами, которые поддерживают престол. Предыдущий алтарь был сожжён. Над алтарём помещён киворий белого и золотистого цвета. Здесь находится дарохранительница, справа от которой висит образ Божией Матери Неустанной Помощи, слева — портрет Марии Франциски Козловской — старокатолической святой. Возле алтаря стоит кафедра, также белого и золотистого цвета, поддерживаемая двенадцатью небольшими колоннами. На стенах церкви по периметру висят плоские ксилографии с изображением крестного пути. Деревянные скамейки в храме были сделаны до Второй мировой войны. Первый этаж использовался приходом для благотворительной работы монахинь-мариавиток; ранее здесь находились курсы для неграмотных, курсы шитья для девочек из бедных семей и сиротский приют. В настоящее время здесь расположен центр катехизации.